# Лейс, Эли
Эли Лейс (англ. Alie Layus, р. 15 октября 1986) — американская модель и диджей. Родилась в Сан-Франциско, Калифорния. Её отец родом с американских Филиппин, а мать наполовину полька и ирландка. Эли стала моделью, чьё фото появилось на обложке международного Playboy Playmate, после того как её избрали мисс Плейбой 2010 для разворота журнала в Латинской Америке.
Также она была отмечена журналом FHM, а также появлялась на передней обложке как FHM, так и Import Tuner.
Лейс была ведущей актрисой в видеоклипе 2008 года на хитовую песню «Addicted» рок-группы Saving Abel. Песня получила большую известность, когда Virgin Records совместно с Playboy.com презентовали нецензурированную версию видеоклипа, в котором показано фото танцовщицы топлесс с первой страницы Playboy.com от 11 марта 2008 года. (В самом видеоклипе Эли не снималась топлесс).
В конце 2009 года Эли стала работать профессиональным диджеем. Она играла с известными диджеями Tiësto и DJ Pauly D из шоу Джерси Шора на MTV.